# Villamanínite
La villamanínite è un minerale.